# لويس نامير
السير لويس بيرنشتاين نامير (27 يونيو 1888 - 19 أغسطس 1960) مؤرخ بريطاني ذو خلفية بولندية يهودية. من أشهر أعماله «بنية السياسة عند اعتلاء جورج الثالث للعرش» (1929)، و«إنجلترا في عصر الثورة الأمريكية» (1930)، وسلسلة «تاريخ البرلمان» التي بدأت عام 1940، وقام بتحريرها لاحقًا خلال حياته مع جون بروك.

## حياته
وُلد نامير باسم لودفيك بيرنشتاين نيميروفسكي في فولا أورجيسكا في مملكة بولندا التابعة لروسيا القيصرية، وهي الآن جزء من محافظة لوبلين جنوب شرق بولندا. كانت عائلته من الأعيان اليهود البولنديين وذات عقلية علمانية. وقد أيّد والده الإمبراطورية النمساوية المجرية، ولطالما اختلف لويس معه. فعلى النقيض منه، كره نامير هذه الإمبراطورية طوال حياته. تلقى نامير تعليمه في جامعة لفيف في غاليسيا النمساوية (تقع الآن في أوكرانيا)، وجامعة لوزان، وكلية لندن للاقتصاد. في لوزان، اطلع نامير على محاضرات فيلفريدو باريتو وأفكاره حول النخب، والتي سيكون لها أثر كبير على تفكيره لاحقًا.
هاجر نامير إلى المملكة المتحدة في عام 1907، حيث درس في كلية باليول، أكسفورد، من عام 1908، وأصبح مواطنًا بريطانيًا في عام 1913، حيث حوّل اسمه إلى اللغة الإنجليزية. خلال الحرب العالمية الأولى، حارب كجندي مع فرقة الجنود الملكية العشرين في 1914-1915، لكنه ترك الخدمة بسبب ضعف بصره. ثم شغل مناصب في قسم الدعاية (1915-1917)، وإدارة الإعلام (1917-1918)، وأخيرًا مع إدارة الاستخبارات السياسية في وزارة الخارجية (1918-1920).

### مهنته
بعد هزيمة ألمانيا في الحرب العالمية الأولى، التحق نامير بعمر 31 عامًا بالوفد البريطاني في مؤتمر فرساي للسلام عام 1919. واستنادًا إلى خلفيته الشخصية، حافظ نامير على اهتمام شخصي ثابت بالشؤون الروسية؛ ومع ذلك، فقد كان يُنظر إليه أيضًا باعتباره أحد أكبر أعداء الدولة البولندية المستقلة حديثًا في البيئة السياسية البريطانية. خلال الحرب البولندية السوفيتية كانت علاقته بالوفد البولندي عدوانية للغاية وموقفه من بولندا والأراضي البولندية عدائيًا بشكل علني. ثم اتُهم نامير في وقت لاحق بتغيير الاقتراح البريطاني «خط كورزون» للحدود الشرقية لبولندا عن طريق ترك مدينة لفيف وحوض النفط على الجانب الشرقي، وذلك عندما بعثت وزارة الخارجية البريطانية برقية إلى مفوض الشؤون الخارجية للبلشفية في روسيا، جورجي ألكسندروف تشيشيرين. إذ لم يعلم الوفد البولندي بوجود الخط «أ» على الإطلاق منذ أن رفض رئيس الوزراء فلاديسلاف غرابسكي في بداية المحادثات فكرة تسليم لفيف إلى البلاشفة. فلم تكن لفيف تحت حكم موسكو قط خلال تاريخها. ويخمن البروفيسور بيوتر إبيرهارت من الأكاديمية البولندية للعلوم أن لويد جورج قد يكون على دراية بتعديل نامير؛ ولكن يدحض بارتلوميج روسين المزاعم القائلة إن نامير كان المسؤول ويصفه بأنه «مجرد مورد مناسب للحجج المعادية للبولندية». وقد أعاد نامير تسمية النسخة الأولى التي جرى التوافق عليها مسبقًا من خط كورزون والتي أقرت في مؤتمر سبا في بلجيكا ليصبح الاسم خط كورزون «ب». ونقل تشيشيرين هذه الوثيقة إلى لينين الذي رفضها بدوره، وأكد أن نصره على بولندا يجب أن يليه ضم لكامل أراضيها كما المخطط.
في إحدى مذكراته، زوّر نامير نتائج إحصاء وطني من شرق غاليسيا من النمسا والمجر. فخفض بشكل فردي عدد البولنديين الذين يعيشون في المنطقة من مليونين إلى 600 - 700 نسمة. ولكن تعتقد البروفيسورة آنا م. سينسيالا أن نامير لم يكن البادئ الأصلي بهذا التحريف، بل كان مجرد مورد للحجج الجيدة للوبي المعادي لبولندا بين أعضاء الائتلاف.
بعد تركه الخدمة الحكومية، بدأ نامير بالتدريس في باليول في (1920-21) قبل أن يتجه إلى الأعمال التجارية. في وقت لاحق، عمل نامير، الذي كان صهيونيًا لوقت طويل، سكرتيرًا سياسيًا للوكالة اليهودية في فلسطين (1929-1931). وقد كان صديقًا مقربًا وزميلًا لحاييم وايزمان، لكن وايزمان قطع العلاقات مع نامير لاحقًا عندما تحول الأخير إلى الطائفة الأنجليكية ليتزوج بزوجته الثانية.
عمل نامير أستاذاً في جامعة مانشستر من عام 1931 وحتى تقاعده في عام 1953، وقد حيّاه طلابه بحرارة في ختام محاضرته الأخيرة هناك حول التاريخ الأوروبي. بقي نامير نشطًا في مختلف الجماعات الصهيونية (على وجه الخصوص في الضغط على الحكومة البريطانية للسماح بإنشاء ما أسماه القوة المقاتلة اليهودية في الانتداب على فلسطين) ومنذ عام 1933 شارك في الجهود لصالح اللاجئين اليهود من ألمانيا.
تزوج مرتين ومُنح رتبة فارس في عام 1952 في بداية الحرب الباردة. وفي عام 1952 أيضًا مُنح شرف إلقاء محاضرة الرومان، التي اختار موضوعها حول النظام الملكي والنظام الحزبي. على الرغم من أن نامير معروف جيدًا بآرائه السياسية المحافظة، إلا أن راعيه الرئيسي كان المؤرخ اليساري أ. ج. ب. تايلور.

## الآراء السياسية
اشتُهر نامير بأعماله عن برلمان بريطانيا العظمى، وخصوصًا عن السياسة الإنجليزية في سبعينيات القرن الثامن عشر. وقد كان استنتاجه الرئيسي حول ذلك العقد هو أنه لم تكن هناك مخاطرة في التخلص السلطوي من البرلمانية البريطانية. وأشهر أعمال نامير هي كتابه «بنية السياسة عند اعتلاء جورج الثالث للعرش»، و«إنجلترا في عصر الثورة الأمريكية»، وسلسلة «تاريخ البرلمان» التي حررها لاحقًا خلال حياته مع جون بروك.
استخدم نامير السير الذاتية الجماعية (بروسُبوغرافي) لكل عضو في البرلمان ودقق في الذين شغلوا مقاعد في البرلمان البريطاني في أواخر القرن الثامن عشر وذلك للكشف عن أن المصالح المحلية، وليس الوطنية، تُحدد في كثير من الأحيان كيفية تصويت البرلمانيين. وقد جادل نامير بقوة بأن حزبي المحافظين والأحرار وبعيدًا عن كونهما مجموعتين منظمتين بإحكام، فإن كلاهما عبارة عن مجموعات من جماعات صغيرة دائمة التغير في مواقفها على أساس كل قضية على حدة. شعر نامير بأن أساليب السير الذاتية الجماعية كانت الأفضل في تحليل مجموعات صغيرة مثل مجلس العموم، لكنه عارض تطبيق هذا الأسلوب على مجموعات أكبر. في وقت نشره لكتاب بنية السياسة عند اعتلاء جورج الثالث للعرش في عام 1929، تسبب بثورة تأريخية في فهم القرن الثامن عشر.
«ما كشفته الدراسات التفصيلية التي أجراها نامير هو حقيقة أن السياسة في عام 1760 كانت أساسًا في التنافس على المناصب والنفوذ من قبل الأفراد داخل النخبة السياسية» بدلاً من الأفكار مثل الحرية أو الديمقراطية، أو التنافس مع ملوك أجانب، أو الآثار الاجتماعية للصناعة والتغير التكنولوجي. «لقد قضى نامير سنوات عديدة، على نحو متقطع، في التحليل النفسي، وقد اعتقد أن (الدوافع العميقة والعواطف) للفرد هي التي تُفسر السياسة»، هذا ما كتبه ريتشارد ج. إيفانز، 29 نوفمبر 2019 في مراجعته (الثورية المحافظة: حياة لويس نامير) (مطبعة جامعة مانشستر، 2019) سيرة جديدة من إعداد دي دابليو هايتون (مشارك في مشروع تاريخ البرلمان).

## روابط خارجية
- لويس نامير على موقع الموسوعة البريطانية (الإنجليزية)
- لويس نامير على موقع مونزينجر (الألمانية)